# قتل الجنديين في رام الله 2000
قتل الجنديين في رام الله عام 2000 هو حادث وقع في 12 أكتوبر 2000 عندما قام فلسطينيون بقتل جنديين احتياط في جيش الاحتلال الإسرائيلي دخلا عن «طريق الخطأ» مدينة رام الله الخاضعة لسيطرة السلطة الوطنية الفلسطينية وسط الضفة الغربية. كانت الشرطة المدنية الفلسطينية قد احتجزتهما في مركز شرطة مدينة البيرة لكن حشد من الفلسطينيين الغاضبين الذين كانوا في جنازة شاب فلسطيني قتلته إسرائيل هاجم مركز الشرطة وقتل الجنود المحتجزين.
صُوِّر الحدث من قبل العديد من وسائل الإعلام، وأثار ضجةً في إسرائيل وأماكن أخرى.

## الحادث

فاديم نورجيتش (على اليسار) ويوسف "يوسي" أفراهام (على اليمين)

انطلق جنديان احتياطيان في جيش الاحتلال الإسرائيلي، هما الرقيب يوسي أفراهامي  من بيتاح تكفا، والذي يعمل بائعًا للألعاب  والعريف فاديم نورجيتش (مُهاجر يهودي روسي)  من أور عقيفا، والذي يعمل سائق شاحنة،  إلى مستوطنة بيت إيل الإسرائيلية والتي تُعتبر مركزًا لقيادة الضفة الغربية بعد طلبهما للخدمة في ذلك اليوم.
شق الجنديان  طريقهما في سيارة مدنية من نوع فورد إسكورت  باتجاه نقطة تجمع وحدتهما قرب مستوطنة بيت إيل. كانت خبرتهم العسكرية كانت قليلة باعتبارهم جنود احتياط، ولم يكونوا على علم بشبكة الطرق في الضفة الغربية. بعد مرورهم عبر الحاجز العسكري الإسرائيلي قرب مدينة بيتونيا وأثناء توجههم مباشرة إلى مدينة رام الله على بعد 5 كم شرق الحاجز. وصل الجنديان إلى حاجز أمني للأجهزة الأمنية الفلسطينية، حيث اعتقلتهما الشرطة المدنية الفلسطينية واقتادتهم إلى مركز شرطة مدينة البيرة بالقرب من مقر الرئاسة الفلسطينية.
تزامن الاعتقال والاحتجاز مع اختتام مراسم جنازة حضرها آلاف المعزين لشاب فلسطيني يُدعى خليل زهران (17 عامًا) قُتل في مواجهات سلمية مع القوات الإسرائيلية قبل يومين. وكانت التوترات متصاعدة: حيث قتلت إسرائيل أكثر من 100 فلسطيني، ما يقرب من عشرين منهم قُصر خلال الأسبوعين السابقين ضمن احتجاجات وإشتباكات عنيفة مع القوات الإسرائيلية في منطقة محافظة رام الله والبيرة،  وقبل أربعة أيام من الحادثة، قُتل عاصم حمد البالغ من العمر 36 عامًا حيث ضُرب حتى الموت وتم التنكيل بجثته، وقد اتهم الصحفي مروان بشارة الذي يعمل مع قناة الجزيرة، مستوطنين إسرائيليين في مستوطنة حلميش شمال محافظة رام الله والبيرة بالقيام بقتل عاصم.
سرعان ما انتشرت شائعات عن وجود مستعربين إسرائيليين في مبنى الشرطة، أدى ذلك إلى تجمع حشد غاضب من أكثر من 1,000 فلسطيني أمام مركز الشرطة للمطالبة بقتل الإسرائيليين. وصلت أنباء عن احتجاز جنديين في مركز الشرطة الفلسطينية إلى إسرائيل خلال 15 دقيقة. بحسب روني شاكيد، اعتقد الجيش الإسرائيلي في البداية أن الاثنين كانا «عملاء سريين». وبحسب مدير مركز شرطة البيرة، كان في المبنى 21 شرطيًا، بعضهم من الطهاة والموظفين الإداريين، حيث انتشر العديد من رجال الشرطة في جميع أنحاء المدينة للسيطرة على الحشد خلال الجنازة. قرر الجيش الإسرائيلي عدم القيام بعملية إنقاذ. بعد فترة وجيزة، اقتحم الحشد المبنى وتغلبوا على الشرطة الفلسطينية وقتلوا الجنديين. وأفادت كل من "هآرتس" و «معاريف» أن قرابة 13 شرطياً فلسطينياً إصيبوا أثناء محاولتهم إنقاذ الجنديين.
تعرض الجنديان للضرب والطعن. في هذه المرحلة، ظهر فلسطيني (عُرف لاحقًا باسم عزيز صالحة) من النافذة، عارضًا يديه الملطختين بالدماء أمام الحشد الذي اندلع وسط هتافات. وصفق الحشد وهتفوا عندما ألقيت إحدى جثث الجنود من النافذة وقام الحشد الغاضب بدوسها وضربها وإطلاق الرصاص عليها، وأضرام النيران فيها، وضَرب الرأس حتى تهشيمه تماما. بعد فترة وجيزة، قام الحشد بجر الجثتين المشوهتين إلى ساحة المنارة بوسط المدينة وبدأوا احتفالاً بالنصر.

## التغطية الإعلامية
قام موظفين إيطاليين في ميدياست وهي أحد أكبر المحطات التلفزيونية في إيطاليا بالتقاط لقطاتٍ لعملية «قتل الجنديين».
ادعى المصور البريطاني مارك سيجر أنه حاول تصوير الحدث، ثمّ اتهمَ في وقتٍ لاحقٍ «الفلسطينيين» بالإعتداء عليه «جسديًا» وتحطيم كاميرته. يقولُ مارك بعد الحدث: «كان [قتل الجنديين] أفظعُ شيء ٍرأيته في حياتي وقد سبق لي أن عملت في الكونغو وكوسوفو والعديد من الأماكن التي شهدت أعمال عنف ... أعلم أنهم [«الفلسطينيون»] ليسوا جميعًا هكذا وأنا شخصٌ متسامحٌ للغاية لكنني لن أنسى هذا أبدًا. كانت «جريمة قتل» من أبشع الأنواع. عندما أفكر في الأمر، أرى رأس ذلك الرجل مُحطَّمًا بالكامل. سيكون لدي كوابيس لبقية حياتي.»
اتهمَ فريقِ من إيه بي سي نيوز «عددً من الفلسطينيين» بمنعهم من تصويرِ «الحادث»، بينما زعمَ ناصر عطا وهو منتجٌ في إيه بي سي نيوز، إنه عندما بدأ الطاقم في تصوير عملية القتل «جاء إلينا شبان وأوقفونا ببعض السكاكين مع الضرب.»
اتهمت وزارة الخارجية الإسرائيليّة محطات الإذاعة الفلسطينية «ببذل كل جهدٍ ممكنٍ لإخفاء «الصور المروّعة» التي عُرضت حول العالم ... وفقًا لأدلة المراسلين في مكان الحادث، فقد حاولت الشرطة الفلسطينية منع دخول الصحفيين الأجانب إلى المنطقة لعرقلة تغطية الحادث.»

## القبض على المشتبه بهم
بعد أن تولى منصبه، أمر رئيس الوزراء الإسرائيلي أرييل شارون أجهزة الأمن الإسرائيلية بالعثور على الفاعلين واعتقالهم. قامت إسرائيل لاحقًا بتعقب المسؤولين:
 • عزيز صالحة: اعتُقل في عام 2001، واعترف بأنه أحد الذين اقتحموا مركز الشرطة وخنقوا أحد الجنود بينما ضربه آخرون «بشكل دموي». عندما رأى أن يديه مغطاة بدماء الجندي؛ ذهب إلى النافذة وعرض بفخر يديه الملطختين بالدماء للحشد خارج المركز وصُوٍّر وهو يفعل ذلك. أدانته محكمة إسرائيلية في عام 2004 بقتلِ الجنديّ نورجيتش وحكمت عليه بالسجن مدى الحياة. أُطلق سراح عزيز في تشرين الأول/أكتوبر 2011 في إطار صفقة تبادل أسرى بالجنديّ الإسرائيلي جلعاد شليط.
 • محمد هوارة: هو ناشطٌ في تنظيم حركة فتح. اعتُقل هو الآخر في عام 2001، واعترفَ باقتحام قسم الشرطة وطعن أحد الجنود الإسرائيليين.
 • زياد حمداده: هو ناشطٌ في تنظيم حركة فتح. قامَ زياد بإضرام النار في جثة أحد الجنود الإسرائيليين، كما شارك في هجمات أخرى على قوات الاحتلال الإسرائيلي وخطّط لها إلى أن اعتُقل عام 2002.
 • محمود أبو عيدة: كان عضوًا سابقًا في الشرطة الفلسطينية في مديرية شرطة محافظة رام الله والبيرة. اعتُقل محمود على يدِ الشاباك عام 2005، واعترفَ أثناء «التحقيق» بأنه قاد الجنديين الإسرائيليين إلى مركز شرطة البيرة.
 • وسام راضي: هو شرطيّ فلسطيني اعتُقل على يدِ قوات الاحتلال الإسرائيلي ثم وُجَّهت إليه لائحة اتهام أمام محكمةٍ عسكريةٍ في عام 2005 متهمةً إيّاه بقتلِ الجندي يوسي أفراهامي والتنكيل بجثة فاديم نورجيتش. بُرِّئَ في عام 2010 من «جريمة» قتل أفراهامي لكنّه أُدين بتشويه جثّة نورجيتش فحُكم عليه بالسجن سبع سنوات. ألغت محكمة استئنافٍ لاحقًا قرار عدم إدانته بجريمة القتل العمد بعد استئناف النيابة العسكرية.
 • حيمان زبام: هو ناشطٌ في تنظيم حركة فتح. اعتُقل من قِبل مظليين إسرائيليين في 26 أيلول/سبتمبر 2007 ووجّهو له تهمة المشاركة في عمليّة قتل الجنديين عام 2000 كما وجّهوا له «تهمة» التخطيطِ لهجمات إضافية على «إسرائيل».
 •  مروان المعادي/ياسر خطاب: اعتَقل الشاباك والشرطة الإسرائيلية مروان إبراهيم توفيق المعادي وياسر إبراهيم محمد خطاب، وهما عُضوانِ من أعضاء حركة حماس وذلك خلال تفكيك شبكةٍ تابعة لحركة المقاومة في محافظة رام الله والبيرة. اعترفَ المُقاوِمان أثناء الاستجواب بالمشاركة في قتل الجنديين ثمّ وُجّهت لهما في آب/أغسطس 2012 لائحة اتهامٍ أمام محكمة عسكرية.

## الشخص الظاهر في الصورة الشهيرة
إسمه الكامل هو عبد العزيز صالحة وكان عمره عندما شارك في قتل فاديم وأفرامي 19 سنة؛ حُوكم بالمؤبد بعد القبض عليه في 2001 لكن تم الإفراج عنه في 2011 ضمن عملية تبادل الأسري الخاصة بجلعاد شاليط - صفقة وفاء الأحرار - يُقيم عبد العزيز الآن في غزة وعنده 3 أطفال. قٌتل بقصف اسرائيلي على دير البلح بتاريخ 3 أوكتوبر 2024.

## ردود الفعل

### إسرائيل
صدمت «الطريقة العنيفة» التي قُتل بها الجنديان الرأي العام الإسرائيلي، وزادت من انعدام الثقة الإسرائيلية في رئيس السلطة الفلسطينية ياسر عرفات، كما أضرَّ الحدث بشدةٍ بإيمان اليسار الإسرائيلي بعملية السلام الإسرائيلية الفلسطينية. قال الكاتب الإسرائيلي والناشط في مجال السلام عاموس عوز في السياق ذاته: «لا شك أني ألوم القيادة الفلسطينية. من الواضح أنهم لم يرغبوا في توقيع اتفاقية في كامب ديفيد. ربما يفضل عرفات أن يكون تشي جيفارا أو فيدل كاسترو ... إذا أصبح رئيسًا لفلسطين فسيكون زعيم دولة قاسية من العالم الثالث وسيتعيّن عليه التعامل مع مياه الصرف الصحي في الخليل والمخدرات في غزة والفساد في حكومته.»
شنَّ الجيش الإسرائيلي سلسلةً من الضربات ضد أهدافٍ للسلطة الفلسطينية في الأراضي الفلسطينية، كما قامت قوات الاحتلال الإسرائيلي بإغلاقِ عددٍ من المدن الفلسطينية ونشرت قواتها ودباباتها ومدرعاتها. أطلقت مروحيات إسرائيلية صواريخ على مركزي شرطة تابعين للسلطة الفلسطينية في رام الله (دُمِّر مركز الشرطة الذي وقت فيه «عملية القتل»)، كما أغارت طائرات الاحتلال على مقرٍ تابعِ لكتائب شهداء الأقصى في مدينة بيت لاهيا عدى عن استهدافِ المباني القريبة من مقر ياسر عرفات في مدينة غزة. شُوهدت زوارق حربية تابعة للبحرية الإسرائيلية في عرض البحر وهي تُدمِّرُ ستة زوارق بحرية تابعة للشرطة البحرية الفلسطينية. دمّرت طائرات الاحتلال في وقتٍ لاحقٍ من نفس اليوم إذاعة صوت فلسطين – وهي هدفٌ مدني لا عسكري – في رام الله ما تسبّب في إصابةِ 27 شخصًا. زعمت الحكومة الإسرائيليّة أنها حذرت السلطة الفلسطينية قُبيل الهجمات قائلةً إنّها أطلقت «رصاصة تحذيرية قبل كل هجوم» لإخلاءِ المباني التي كانت على وشك التعرض للهجوم.

### دوليا
إيطاليا: إتهم سفير إيطاليا لدى الأمم المتحدة إسرائيل وقال: أن إسرائيل أرسلت الجنديين عمدا إلى رام الله وهي تعلم ما سوف يحدث لهم وهذا سيحسن صورتها إعلاميا.
 فلسطين: وصف بيان فلسطيني الهجوم بأنه «مؤسف» لكنه «نجم عن سلوك إسرائيلي وجرائم المستوطنين». واتهمت إسرائيل بـ «إعلان الحرب» على الفلسطينيين بهجمات انتقامية. بالإضافة إلى ذلك، تم ذكر إحتمالية كون الجنود القتلى كانوا وحدات سرية. وقال الرئيس الفلسطيني ياسر عرفات قبيل المساء: «نحن أقوياء. لا شيء يوقف مسيرتنا نحو القدس عاصمة للدولة الفلسطينية».

### أشخاص
نفي بسام جودة مصطفى حمد شقيق عصام جودة مصطفى حمد الإداعاءات القائلة أنه شارك في قتل الجنود إنتقاما لأخيه.